# Šmihelska Gora
Šmihelska Gora (nemško Michaelerberg) je naselje v Občini Djekše v Okraju Velikovec na Koroškem v Avstriji.